# Gangsterfilmen
Gangsterfilmen er en svensk kriminalfilm fra 1974 instrueret af Lars G. Thelestam. Filmen er baseret på en roman af Max Lundgren, som også bidrog til manuskriptet. Medvirkende tæller blandt andre Clu Gulager, Ernst Günther og Per Oscarsson.

## Handling
En amerikansk gangster ankommer til en lille by i det sydlige Sverige. Han etablerer sig som en slags politiker/prædikant og lover store forandringer i samfundet. Kun få mennesker har mistanke om, at hans planer er onde.

## Medvirkende (i udvalg)
- Clu Gulager som Glenn Mortenson
- Ernst Günther som Anders Anderssson
- Per Oscarsson som Johan Gustavsson
- Anne-Lise Gabold som Maria
- Ulla Sjöblom som Kristina Nordbäck
- Gudrun Brost som Anna Nilsson
- Carl-Axel Heiknert som Nils Nilsson
- Peter Lindgren som Hans Nilsson
- Gunnar Olsson som Karl
- Hans Alfredson som leder af billardhal
- Inga Tidblad som majors kone
- Elina Salo som ekspedient i tobaksforretning